# Satoshi Ōno
Satoshi Ōno (jap. 大野智 Ōno Satoshi; ur. 26 listopada 1980 r.) – członek japońskiego zespołu Arashi należącego do Johnny & Associates. 
Do Johnny & Associates dołączył w 1994 w wieku 13 lat i stał się jednym z Johnny's Jrs. (młodzikiem). Swoją aktorską karierę zaczął w 1997 jako Ushiwakamaru w "Kyo to Kyo". W listopadzie 1999 został członkiem zespołu Arashi razem z Jun Matsumoto, Kazunari Ninomiya, Aiba Masaki i Shō Sakurai. W 2008 stał się pierwszym artystą w agencji, który stworzył wystawę sztuki pt."Freestyle".
Ma 166 cm wzrostu i waży ok. 52 kg.

## Filmy
- Yellow Tears (Kiiroi Namida) きいろい　なみだ (2007)
- Pika**nchi Life is Hard Dakara Happy 「ピカ☆☆ンチ　Ｌｉｆｅ　ｉｓ　Ｈａｒｄ　だから　Ｈａｐｐｙ」(2004)
- Pika*nchi Life is Hard Dakedo Happy 「ピカ☆ンチ　Ｌｉｆｅ　ｉｓ　Ｈａｒｄ　だけど　Ｈａｐｐｙ」 (2002)

## Dramy
- Kyou no Hi wa Sayounara (NTV, 2013)
- Papadol! (TBS, 2012, ep 1)
- Kagi no Kakatta Heya (Fuji TV, 2012)
- Mou Yuukai Nante Shinai (Fuji TV, 2012)
- Kaibutsu-kun (NTV, 2010)
- Tokujo Kabachi!! (Fuji TV, 2010, ep10)
- Saigo no Yakusoku (Fuji TV, 2010)
- 0 Goshitsu no Kyaku (Fuji TV, 2009)
- Uta no Onii-san (TV Asahi, 2009)
- Maou (TBS, 2008)
- Yamada Taro Monogatari (TBS, 2007, ep10)
- Gekidan Engimono "Katte ni Nostalgia" (Fuji TV, 2004)
- Yon-bun no Ichi no Kizuna (四分の一の絆) (TBS, 2004)
- Yoiko no Mikata (NTV, 2003, ep6)* Engimono "Mitsuo" (Fuji TV, 2003)
- Shounen Taiya Aoki-san Uchi no Oku-san (少年タイヤ 青木さん家の奥さん) (Fuji TV, 2002)
- SPEED STAR (NTV, 2001)
- Shijou Saiaku no Deeto (史上最悪のデート) (NTV, 2000, odc.4)
- V no Arashi (Vの嵐) (Fuji TV, 1999)

## Sztuki
- Kyo to Kyo jako Ushiwakamaru (1997)
- Show Geki '97 Mask (1997)
- Kyo to Kyo jako Ushiwakamaru (1998)
- Show Geki '99 Mask (1999)
- Shōnentai Musical Playzone’99: Goodbye and Hello (1999)
- Shōnentai Musical Playzone 2001 "Shinseiki" Emotion jako Kare (2001)
- Aoki-san Uchi no Okusan jako Satoshi (2002)
- Sengokupū (2003)
- True West jako Austin (2004)
- West Side Story jako Riff (2004)
- Bakumatsu Banpū jako Sōji Okita (2005)
- Tensei Kunpū jako Kaoru Kazamine (2006)
- Amatsukaze jako Nagi (2008)

## Solowe koncerty
- 2006 x お年玉/嵐 = 3104円
- 2006 x Otoshidama/Arashi = 3104 ("sa-to-shi") Yen [2006 x New Year's Gift/Arashi = 3104 Yen]

## Solówki
- Yuki Kuni (Johnny's Jr. SUGAO 2 Koncert, 1999)
- Mr. Cool (Suppin Arashi, pierwszy koncert zespołu, 2000)
- Deep Sorrow (Shonentai Playzone 2001 "Shinseiki Emotion", 3104Yen Solo Koncert 2006)
- Bite the Love (koncert All or Nothing 2002)
- So-So-So (koncert How's It Going, 2003)
- Machi Ga Irodzuku Koro - w duecie z Aiba Masaki (Zimowy Koncert, 2003-2004)
- Top Secret (Koncert Iza Now, 2004)
- Rain (album ONE, Letni Koncert ONE 2005)
- Size (3104Yen Koncert Solo, 2006)
- Dice (3104Yen Koncert Solo, 2006)
- Oretachi no Song [Nasza Piosenka] - w duecie z Sho Sakurai
- Ready to Fly (album ARASHIC, 2006)
- Song for Me (album TIME Limitowana edycja, wydana 11 lipca 2007)
- Take me faraway (album Dream "A" live, 2008)
- Kumori Nochi, Kaisei (singiel Believe / Kumori Nochi, Kaisei, 2009)
- Shizuka na Yoru ni (album Boku no Miteiru Fūkei,2010)